# Wereldkampioenschappen rodelen 2009
De Wereldkampioenschappen rodelen 2009 werd gehouden van 1 tot en met 8 februari 2009 in Lake Placid, Verenigde Staten. Het was de 41e editie van het rodeltoernooi dat jaarlijks werd gehouden, behalve in een Olympisch jaar.

## Uitslagen

### Vrouwen
| Plaats | Naam                 | Land | Runs                   | Eindtijd |
| ------ | -------------------- | ---- | ---------------------- | -------- |
| Goud   | Erin Hamlin          | USA  | 44.113 (1) 43.985 (1)  | 1:28.098 |
| Zilver | Natalie Geisenberger | GER  | 44.214 (2) 44.071 (2)  | + 0.187  |
| Brons  | Natalja Jakoesjenko  | UKR  | 44.249 (3) 44.085 (3)  | + 0.236  |
| 4      | Alex Gough           | CAN  | 44.401 (5) 44.214 (4)  | + 0.517  |
| 5      | Julia Clukey         | USA  | 44.395 (4) 44.227 (5)  | + 0.524  |
| 6      | Tatjana Hüfner       | GER  | 44.459 (7) 44.343 (6)  | + 0.704  |
| 7      | Ashley Walden        | USA  | 44.481 (8) 44.363 (7)  | + 0.746  |
| 8      | Maija Tiruma         | LAT  | 44.405 (6) 44.512 (11) | + 0.819  |
| 9      | Nina Reithmayer      | AUT  | 44.547 (10) 44.391 (8) | + 0.840  |
| 10     | Anke Wischnewski     | GER  | 44.519 (9) 44.452 (9)  | + 0.873  |

### Mannen

#### Individueel
| Plaats | Naam              | Land | Runs                   | Eindtijd |
| ------ | ----------------- | ---- | ---------------------- | -------- |
| Goud   | Felix Loch        | GER  | 51.939 (1) 52.397 (1)  | 1:44.336 |
| Zilver | Armin Zöggeler    | ITA  | 51.982 (2) 52.567 (2)  | + 0.213  |
| Brons  | Daniel Pfister    | AUT  | 52.271 (4) 52.766 (3)  | + 0.701  |
| 4      | Albert Demtsjenko | RUS  | 52.432 (6) 52.776 (4)  | + 0.872  |
| 5      | Jan Eichhorn      | GER  | 52.215 (3) 53.011 (8)  | + 0.890  |
| 6      | Bengt Walden      | USA  | 52.422 (5) 52.820 (5)  | + 0.906  |
| 7      | David Möller      | GER  | 52.523 (9) 52.936 (7)  | + 1.123  |
| 7      | Stefan Höhener    | SUI  | 52.457 (7) 53.075 (11) | + 1.196  |
| 9      | David Mair        | ITA  | 52.566 (10) 53.036 (9) | + 1.266  |
| 10     | Andi Langenhan    | GER  | 52.473 (8) 53.198 (13) | + 1.335  |

#### Dubbels
| Plaats | Naam                                      | Land | Runs                    | Eindtijd |
| ------ | ----------------------------------------- | ---- | ----------------------- | -------- |
| Goud   | Gerhard Plankensteiner Oswald Haselrieder | ITA  | 43.641 (1) 43.760 (1)   | 1:27.401 |
| Zilver | André Florschütz Torsten Wustlich         | GER  | 43.649 (2) 43.809 (2)   | + 0.057  |
| Brons  | Mark Grimmette Brian Martin               | USA  | 43.784 (3) 43.827 (3)   | + 0.210  |
| 4      | Christian Oberstolz Patrick Gruber        | ITA  | 43.919 (5) 43.962 (4)   | + 0.480  |
| 5      | Patric Leitner Alexander Resch            | GER  | 43.947 (6) 44.045 (6)   | + 0.591  |
| 6      | Christian Niccum Dan Joye                 | USA  | 43.861 (4) 44.151 (8)   | + 0.611  |
| 7      | Tobias Wendl Tobias Arlt                  | GER  | 44.047 (7) 43.991 (5)   | + 0.637  |
| 8      | Peter Penz Georg Fischler                 | AUT  | 44.233 (8) 44.087 (7)   | + 0.919  |
| 9      | Matt Mortensen Preston Griffall           | USA  | 44.246 (9) 44.155 (9)   | + 1.000  |
| 10     | Chris Moffat Mike Moffat                  | CAN  | 44.589 (10) 44.418 (10) | + 1.606  |

### Landenwedstrijd
| Plaats | Land             | Namen                                                      | Runs                             | Eindtijd |
| ------ | ---------------- | ---------------------------------------------------------- | -------------------------------- | -------- |
| Goud   | Duitsland        | Felix Loch Natalie Geisenberger Florschütz/Wustlich        | 51.038 (2) 54.300 (1) 54.292 (2) | 2:39.630 |
| Zilver | Oostenrijk       | Daniel Pfister Nina Reithmayer Penz/Fischler               | 51.518 (3) 55.110 (2) 54.512 (3) | +1.510   |
| Brons  | Letland          | Guntis Rēķis Maija Tiruma Šics/Šics                        | 51.953 (6) 55.678 (3) 54.868 (5) | +2.869   |
| 4      | Italië           | Armin Zöggeler Sandra Gasparini Plankensteiner/Haselrieder | 50.978 (1) 57.762 (7) 54.254 (1) | +3.364   |
| 5      | Slowakije        | Jozef Ninis Veronika Sabolova Harnis/Regec                 | 51.734 (5) 56.762 (6) 55.025 (6) | +3.891   |
| 6      | Verenigde Staten | Bengt Walden Erin Hamlin Grimmette/Martin                  | 53.820 (8) 55.690 (4) 54.574 (4) | +4.454   |
| 7      | Tsjechië         | Jakub Hyman Petra Kaprasova Broz/Broz                      | 53.081 (7) 58.796 (8) 56.916 (7) | +9.163   |
| 8      | Roemenië         | Valentin Cretu Raluca Stramaturaru Ifrim/Anghel            | 54.106 (9) 59.064 (9) 56.977 (8) | +10.517  |
|        | Canada           | Sam Edney Alex Gough Moffat/Moffat                         | DSQ                              |          |
|        | Rusland          | Albert Demtsjenko Aleksandra Rodionova Koezmitsj/Michejev  | 51.548 (4) 56.221 (5) DNF        |          |

## Medaillespiegel
| Plaats | Land             | Goud | Zilver | Brons | Totaal |
| 1      | Duitsland        | 2    | 2      | 0     | 4      |
| 2      | Italië           | 1    | 1      | 0     | 2      |
| 3      | Verenigde Staten | 1    | 0      | 1     | 2      |
| 4      | Oostenrijk       | 0    | 1      | 1     | 2      |
| 5      | Letland          | 0    | 0      | 1     | 1      |
| 5      | Oekraïne         | 0    | 0      | 1     | 1      |
| Totaal | Totaal           | 4    | 4      | 4     | 12     |

1955 ·
1957 ·
1958 ·
1959 ·
1960 ·
1961 ·
1962 ·
1963 ·
1965 ·
1967 ·
1969 ·
1970 ·
1971 ·
1973 ·
1974 ·
1975 ·
1977 ·
1978 ·
1979 ·
1981 ·
1983 ·
1985 ·
1987 ·
1989 ·
1990 ·
1991 ·
1993 ·
1995 ·
1996 ·
1997 ·
1999 ·
2000 ·
2001 ·
2003 ·
2004 ·
2005 ·
2007 ·
2008 ·
2009 ·
2011 ·
2012 ·
2013 ·
2015 ·
2016 ·
2017 ·
2019 ·
2020 ·
2021 ·
2023 ·
2024 ·
2025 
Lijst van wereldkampioenen rodelen